# Lei de segurança nacional
Uma lei de segurança nacional constitui um documento legal que um determinado país soberano institui para regular as regras referentes à sua segurança nacional, incluindo as referentes à manutenção da ordem pública e à defesa contra os distúrbios sociais que possam afetar o seu território.

## Funções de uma lei de segurança nacional
Uma lei de segurança nacional pode ter, entre outras, as seguintes funções:
- garantia da ordem, da segurança e da tranquilidade públicas,
- proteger pessoas e bens,
- prevenir contra grupos secessionistas e também contra seus apoiantes e patrocinadores tanto internos como externos,
- prevenir e reprimir a criminalidade,
- contribuir para assegurar o normal funcionamento das instituições democráticas,
- regular exercício dos direitos e o devido observar dos deveres, liberdades e garantias fundamentais dos cidadãos e o respeito pela legalidade democrática.[2][3][4][5][6][7]

## Leis em diversos países

### Brasil

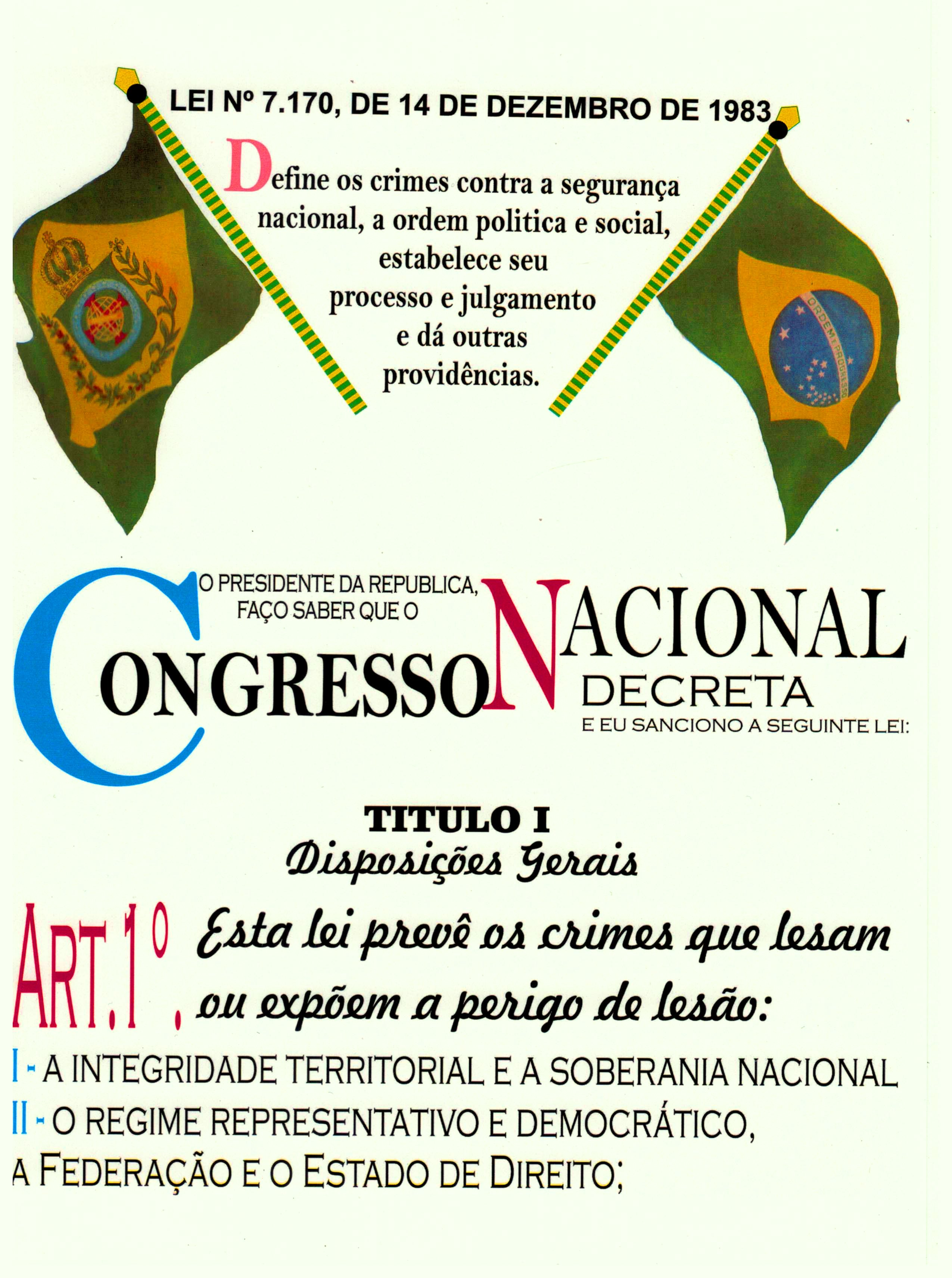
Parte preambular da Lei Brasileira de Segurança Nacional

Lei de Segurança Nacional do Brasil é uma lei que visa garantir a segurança nacional do Estado contra a subversão da lei e da ordem, a integridade territorial da federação e contra a soberania nacional. No Brasil, a legislação que dispõe sobre a Lei de Segurança Nacional (LSN) é a de número LEI Nº 14.197, de 1º de setembro de 2021, que acrescentou o Título XII na Parte Especial do Decreto-Lei nº 2.848, de 7 de dezembro de 1940 (Código Penal), relativo aos crimes contra o Estado Democrático de Direito. O Brasil ainda dispõe de legislação contra crimes contra a ordem social e o Estado dada pela redação da lei 1.802, de 5 de janeiro de 1953.
O Brasil teve diversas leis de segurança nacional, desde 1935:
- Lei 7.170, de 14 de  dezembro de 1983: Que definia os crimes contra a segurança nacional, a ordem política e social, seu processo e julgamento.

- Lei 38, de 4 de abril de 1935[9]: Foi posteriormente reforçada pela Lei nº 136, de 14 de dezembro do mesmo ano,[10] pelo Decreto-Lei 431, de 18 de maio de 1938[11]  e pelo Decreto-Lei 4.766, de 1º de outubro de 1942,[12] que definia crimes militares e contra a segurança do Estado.
- Lei 1.802, de 5 de janeiro de 1953[13]
- Decreto-Lei 314, de 13 de março de 1967[14]: Transformava em legislação a Doutrina de Segurança Nacional, que se tornara fundamento do Estado após a tomada do governo pelos militares em 1964.
- Decreto-Lei 898, de 29 de setembro de 1969[15]: Essa Lei de Segurança Nacional foi a que vigorou por mais tempo no regime militar.

Durante a ditadura militar, as duas primeiras versões da LSN (a de 1967 e a de 1969) implementavam, segundo os juristas, a doutrina de Segurança Nacional influenciada pela Guerra Fria. Nela há uma preocupação acentuada em proteger o Estado contra um "inimigo interno" — no caso do Brasil, naquela conjuntura, pessoas comprometidas em perverter a ordem, o regime vigente ou o Estado de Direito.
Destacam-se como idealizadores dessa doutrina o general Pedro Aurélio de Góis Monteiro, que a formulou quando era ministro da Guerra em 1934, e o general Golbery do Couto e Silva, principal ideólogo do movimento político-militar de 1964, embora não concordasse com o grupo de militares da Linha-dura do Exército Brasileiro. Após o término da segunda guerra mundial, militares brasileiros na época foram influenciados por uma concepção ideológica de "defesa nacional", a partir de cursos da área militar norte-americanos. Essa nova concepção dentro das Forças Armadas brasileiras culminaram na criação da Escola Superior de Guerra no Brasil, estruturada de forma semelhante a norte-americana National War College. Instituições assim foram impostas pelos Estados Unidos da América em acordo com as forças armadas de muitos países na América Latina, dentro do contexto de Guerra Fria no século XX.
- Lei 6.620, de 17 de dezembro de 1978[18]: A Lei de 1978 foi tecnicamente mais de jurídica mais branda que as anteriores.
- Lei 7.170, de 14 de dezembro de 1983[19]: Foi promulgada no governo do presidente João Figueiredo e vigorou até 2021.[20]

### Estados Unidos

Parte preambular do National Security Act de 1947, uma legislação de Segurança Nacional vigorante nos Estados Unidos

Nos Estados Unidos o Congresso do país criou, em 1947, o National Security Act (Ato de Segurança Nacional), uma lei para promover a segurança nacional, prevendo um Secretário de Defesa; Para um estabelecimento militar nacional; Para um Departamento do Exército, um Departamento da Marinha, um Departamento da Força Aérea; E para a coordenação das atividades do Estabelecimento Militar Nacional com outros departamentos e agências do Governo envolvidos com a segurança nacional. A Lei Patriota é um dos exemplos da Lei de Segurança Nacional dos EUA.

### Portugal
No âmbito da doutrina portuguesa, "segurança nacional", "defesa nacional" e "defesa militar" constituem conceitos relacionados, mas diferentes. Assim a segurança nacional consiste no estado de unidade, soberania e independência nacionais, de bem-estar e prosperidade da Nação, de unidade do Estado e normal desenvolvimento das suas tarefas, de liberdade de ação política dos órgãos de soberania e de regular funcionamento das instituições democráticas, no quadro constitucional. Já a defesa nacional é a atividade que tem como objetivo garantir a segurança nacional. A defesa militar é a componente militar da defesa nacional, sendo uma atividade normalmente desenvolvida pelas Forças Armadas. A defesa nacional tem contudo também componentes não militares onde se podem incluir a segurança interna, a proteção civil, a defesa da economia e dos recursos nacionais, a defesa cultural e a segurança ambiental. A grande diferença entre a doutrina portuguesa e as doutrinas inspiradas nas dos Estados Unidos é a separação de conceitos entre o estado de segurança nacional e a atividade para garantir aquele estado.
Uma vez que à luz da doutrina portuguesa, a segurança nacional é essencialmente um conceito teórico, abstrato e raramente referido, reveste-se de muito mais importância a defesa nacional. Assim, em Portugal não existe uma lei de segurança nacional mas sim uma lei de defesa nacional. Ao abrigo da Constitução, a Lei da Defesa Nacional (LDN) é elaborada pela Assembleia da República e regularmente atualizada, estando a presente versão definida pela lei nº 31-A/2009 de 7 de julho de 2009. A LDN define os princípios gerais da defesa nacional, incluindo o conceito, a política e as responsabilidades dos diferentes órgãos do Estado no que diz respeito à defesa nacional, as funções e estrutura geral do Ministério da Defesa Nacional e das Forças Armadas, a participação dos cidadãos na defesa da Pátria e a situação de estado de guerra.
É coadjuvada com a  Lei de Segurança Interna que visa a segurança interna para banir distúrbios contra a ordem política e social desenvolve-se em todo o espaço sujeito aos poderes de jurisdição do Estado Português e destina-se, em especial,  a proteger a vida e a integridade das pessoas, a paz pública e a ordem democrática, designadamente contra o terrorismo, a criminalidade violenta ou altamente organizada, a sabotagem e a espionagem, a prevenir e reagir a acidentes graves ou catástrofes, a defender o ambiente e a preservar a saúde pública.